# Прокопович В'ячеслав Костянтинович
В'ячесла́в Костянти́нович Прокопо́вич (10 [22] червня 1881, Київ, Київська губернія, Російська імперія — 7 червня 1942, Бессанкур) — український політичний і громадський діяч, педагог, публіцист і історик.

## Життєпис
Народився в Києві в родині священика отця Костянтина Прокоповича.
Закінчив історико-філологічний факультет Київського університету, працював учителем історії у державній київській гімназії, звідки звільнений за «українофільство». Учителював у приватній гімназії, працював бібліотекарем у Київському міському музеї.
Після 1905 року — діяч Української демократично-радикальної партії, згодом ТУП.
У 1911—1914 роках був редактором українського педагогічного журналу «Світло», автором статей в українській пресі, зокрема в «Раді», де виступав під псевдонімом «С. Волох».
У 1917 році — член ЦК УПСФ, член Центральної, згодом і Малої Ради. Після Лютневої революції брав участь в утворенні УЦР, яка 9 березня делегувала його гласним до Київської губернської земської управи, а 15 березня рекомендувала до складу Київського губернського виконавчого комітету Ради об'єднаних громадських організацій від Таращанського повіту Київської губернії.
На з'їзді ТУП 25-26 березня 1917 року увійшов до Тимчасового союзу українських автономістів-федералістів, який послав його на Всеукраїнський національний конгрес, де його обрали до ЦР. На першій загальній сесії останньої Прокопович увійшов до її Комітету. 26 квітня на засіданні Комітету саме він запропонував на посаду Київського губернського комісара Симона Петлюру. Щоправда, того вирішили «держати в резерві». На п'ятій сесії ЦР у червні 1917 Прокопович працював у комісії з реорганізації Комітету в Малу раду. Тоді ж увійшов від УПСФ до комісії з підготовки проекту Статуту автономії України. У червні на з'їзді УПСФ обрано до ЦК партії.
У кабінеті Всеволода Голубовича — очолював Міністерство народної освіти з 22 березня до 2 травня 1918 р. До складу Уряду був делегований Українською партією соціалістів-федералів.
У травні 1920 року очолює Президію секції освіти й культури Українського Громадянського Комітету, його товариш — Павло Зайцев.
Наприкінці періоду Директорії УНР — голова Ради міністрів УНР (з 26 травня до 10 листопада 1920 року).

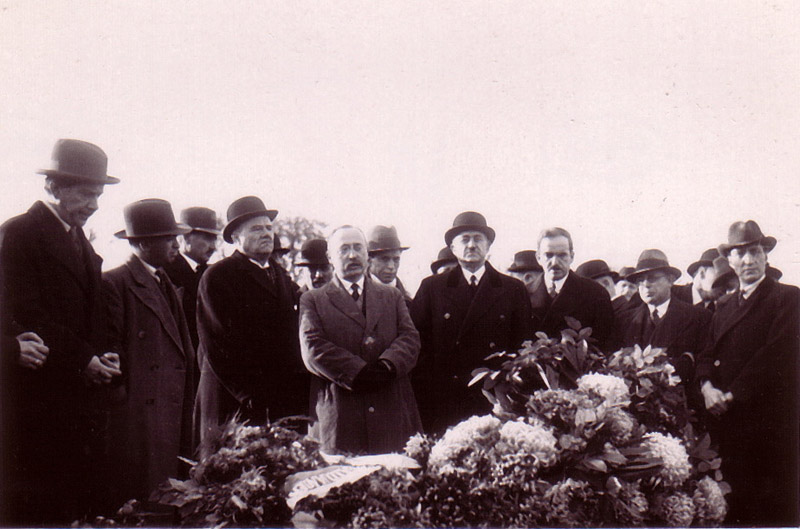
В'ячеслав Прокопович виступає на похороні азербайджанського громадсько-політичного діяча Алі-Мардан-бека Топчибаші. Париж, 1934 рік

З 1921 року в еміграції, у 1925–1939 роках — редактор тижневика «Тризуб». З 1924 року в Парижі тісно співпрацював із Симоном Петлюрою, після трагічної загибелі якого став головою екзильного уряду УНР (1926—1939). Заснував 1927 року Бібліотеку імені С. Петлюри в Парижі. У 1925—1929 роках Прокопович часто друкувався у бюлетенях комітету Франс-Оріан, у спеціально присвячених Україні додатках. Ще за життя Петлюри йому доводилося супроводжувати Головного отамана під час подорожування до Угорщини, Відня, Швейцарії, по Франції. 1925 року Прокопович сприяв створенню у Празі Українського академічного комітету. Важливою стала подорож до Константинополя і зустріч з Патріархом, під час якої йшлося про справи церковні.
Виконував у 1939–1940 роках обов'язки Голови Директорії (голови держави) в уряді Української Народної Республіки в екзилі.
Помер 1942 року в Бессанкурі біля Парижа, де й похований.

## Праці
- Заповіт Орлика (1939).
- Печать малоросійська.
- Сфрагістичні етюди.
- Вічне підданство.

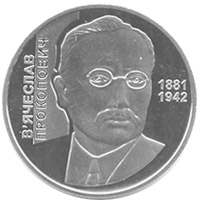
В'ячеслав Костянтинович Прокопович — міністр освіти, голова Ради міністрів УНР

- До питання про правну природу з'єднання України і Москви.
- Остання подорож (31.XII.1923 — 16.X.1924) // Збірник пам'яти С. Петлюри (1879—1926). — Прага, 1930. — С. 210—216.